# Мондузиль
Мондузи́ль (фр. Mondouzil, окс. Montdosilh) — коммуна во Франции, находится в регионе Юг — Пиренеи. Департамент — Верхняя Гаронна. Входит в состав кантона Тулуза-8. Округ коммуны — Тулуза.
Код INSEE коммуны — 31352.

## География
Коммуна расположена приблизительно в 590 км к югу от Парижа, в 10 км к востоку от Тулузы.
На севере коммуны протекает река Сос.

## Климат
Климат умеренно-океанический. Зима мягкая и снежная, весна характеризуется сильными дождями и грозами, лето сухое и жаркое, осень солнечная. Преобладают сильные юго-восточные и северо-западные ветры.

## Население
Население коммуны на 2010 год составляло 239 человек.
| 1962 | 1968 | 1975 | 1982 | 1990 | 1999 | 2010 |
| ---- | ---- | ---- | ---- | ---- | ---- | ---- |
| 118  | 119  | 119  | 126  | 137  | 218  | 239  |

## Экономика
В 2010 году среди 142 человек трудоспособного возраста (15—64 лет) 107 были экономически активными, 35 — неактивными (показатель активности — 75,4 %, в 1999 году было 77,5 %). Из 107 активных жителей работали 102 человека (54 мужчины и 48 женщин), безработных было 5 (3 мужчин и 2 женщины). Среди 35 неактивных 13 человек были учениками или студентами, 15 — пенсионерами, 7 были неактивными по другим причинам.

## Фотогалерея
- Церковь Св. Марциала
- Карта коммуны